# Stygiochelifer cavernae
Genre
Espèce
Synonymes
- Chelifer cavernae Tullgren, 1912

Stygiochelifer cavernae, unique représentant du genre Stygiochelifer, est une espèce de pseudoscorpions de la famille des Cheliferidae.

## Distribution
Cette espèce se rencontre en Indonésie et en Malaisie.

## Publications originales
- Tullgren, 1912 : Einige Chelonethiden aus Java und Krakatau. Notes from the Leyden Museum, vol. 34, p. 259-267 (texte intégral).
- Beier, 1932 : Zur Kenntnis der Cheliferidae (Pseudoscorpionidea). Zoologischer Anzeiger, vol. 100, p. 53-67.